# 아사카와촌 (도쿠시마현)
아사카와촌(浅川村)은 도쿠시마현 가이후군에 있던 촌이다. 

## 역사
- 1889년 10월 1일 - 정촌제 시행에 수반해 가이후군 아사카와촌이 성립하였다
- 1946년 12월 21일 - 쇼와 난카이 지진 발생하여, 쓰나미로 인해 큰 피해를 입었다.
- 1955년 2월 11일 - 미키타정에 편입해 소멸하였다.
- 1955년 3월 31일 - 가와히가시촌, 가와카미촌과 합병해 가이난정이 성립, 동일 아사카와촌은 폐지되었다.

## 참고문헌
- 『角川日本地名大辞典 36 徳島県』（1986年 ISBN 4040013603）